# Robert Underwood Johnson
Robert Underwood Johnson (12 de janeiro, 1853 - 14 de outubro, 1937) foi um escritor e diplomata norte-americano. Ligado à The Century Magazine, ele foi fundamental na criação do Parque Nacional de Yosemite e serviu como embaixador dos Estados Unidos na Itália após a Primeira Guerra Mundial.

## Livros publicados
- Battles and Leaders of the Civil War (1887-88), com C. C. Buel.
- The Winter Hour and Other Poems (New York: The Century, 1892).
- Songs of Liberty and Other Poems (New York: The Century, 1897).
- Poems (New York: The Century, 1902).
- Saint Gaudens: An Ode (third edition, 1910)
- Saint Gaudens: An Ode (fourth edition, 1914)
- Poems of War and Peace (1916)
- Italian Rhapsody and Other Poems of Italy (1917)
- Collected Poems, 1881-1919 (New Haven: Yale University, 1920).
- Remembered Yesterdays (Boston: Little, Brown, 1923).
- Your, Hall of Fame for Great Americans: Being an Account of the Origin, Establishment, and History of This Division of New York University, from 1900 to 1935 inclusive (New York: New York University, 1935).